# Asia (Napoli)
A.S.I.A. Napoli S.p.A. (acronimo di Azienda Servizi di Igiene Ambientale) è una società in house interamente controllata e coordinata dal Comune di Napoli incaricata della gestione dei rifiuti e dell'espletamento dei servizi di nettezza urbana a Napoli. Si tratta della più grande azienda di servizi di igiene ambientale nell'Italia meridionale.

## Storia
ASIA è stata costituita come azienda speciale attraverso la delibera del consiglio comunale n° 119 del 10 maggio 1999 e ha iniziato ad operare nel giugno 2000 sostituendo il servizio in economia del comune e prendendo le redini dell'attività di raccolta dei rifiuti, svolta in precedenza da consorzi privati. Successivamente, con delibera n° 221 del 7 ottobre 2003, la società è stata trasformata in società per azioni. Nel 2015 ha acquisito il ramo di società di Napoli Servizi S.p.A. per la pulizia di parchi e giardini pubblici.

## Attività
L'azienda opera nel settore dell'igiene ambientale ed eroga, per conto del Comune di Napoli, i seguenti servizi:
- prelievo, trasporto e smaltimento dei rifiuti solidi urbani differenziati, indifferenziati e assimilati;
- spazzamento manuale o meccanizzato per il mantenimento dell'igiene urbana;
- spazzamento di parchi e giardini;

## Struttura organizzativa

### Dati societari
ASIA Napoli è una società per azioni unipersonale interamente controllata e coordinata dall'ente pubblico Comune di Napoli, che ne è socio unico. L'azienda gestisce i servizi di igiene urbana a Napoli in regime di in house providing attraverso un contratto di servizio stipulato con l'ente locale e rinnovato nel 2019 fino al 2033. I costi del servizio erogato vengono interamente coperti dai ricavi della Tassa sui rifiuti (Ta.Ri.) e in precedenza dal Tributo comunale sui rifiuti e sui servizi (TARES) e dalla Tassa per lo smaltimento dei rifiuti solidi urbani (TARSU).

### Governo societario
Il modello di governo d'impresa di ASIA Napoli prevede la presenza di un consiglio di amministrazione da tre membri affiancato da un amministratore delegato o di un amministratore unico, in entrambi i casi nominati dal socio unico nella persona del Sindaco previa approvazione dell'assemblea dei soci, e di un collegio sindacale.